# Хиришены
Хиришены (рум. Hirişeni, Хиришень) — село в Теленештском районе Молдавии. Относится к сёлам, не образующим коммуну.

## История
Ранее в селе находилась старинная деревянная церковь. К началу XXI века она стала разрушаться, и её перенесли в кишинёвский Музей села.

## География
Село расположено на высоте 91 метров над уровнем моря.

## Население
По данным переписи населения 2004 года, в селе Хиришень проживает 1768 человек (880 мужчин, 888 женщин).
Этнический состав села:
| Национальность | Число жителей | Процентный состав |
| -------------- | ------------- | ----------------- |
| молдаване      | 1750          | 98.98             |
| румыны         | 16            | 0.9               |
| украинцы       | 1             | 0.06              |
| русские        | 1             | 0.06              |
| Всего          | 1768          | 100 %             |

## Известные уроженцы
- Исраэль Гури (Гурфинкель) (1893—1965) — израильский политик, депутат Кнессета.